# 窒息
窒息（ちっそく）とは、外呼吸（血液と外気のガス交換）が満足にできないことで、血中の酸素濃度が低下、二酸化炭素濃度が上昇し、内臓などの重要な器官が機能障害を起こすことである。死亡する場合は窒息死（ちっそくし）という。鼻や口の閉鎖、異物による気道の閉鎖、溺水、生き埋め、空気中の酸素欠乏、胸郭にかかる強い圧力（外傷性窒息）などを原因とする。他にも、薬物などによる呼吸筋の麻痺、痙攣などの際にも起こる。

## 窒息の症状と経過
窒息に陥った場合速やかに応急措置を加えなければ患者は仮死状態、死へと向かう。死亡までの主な症状の推移として
呼吸困難→チアノーゼ→呼吸停止の経過をとる。
第I期、数秒～数十秒
血中の酸素、二酸化炭素濃度に異常が生じ、症状が現れるまでの期間、息切れ、軽い呼吸困難を伴う、症状はまだ弱い状態。
第II期、30秒～
急性呼吸困難、チアノーゼ、血中の二酸化炭素濃度は急激に上昇する。血圧、脈拍の上昇、さらに進行すると痙攣、脱糞を伴う。激しくのた打ち回る。
第III期、60～90秒
意識の消失、昏睡状態、筋肉の弛緩、仮死状態に陥り、これより進行すると回復は望めない。
第IV期、1分
呼吸中枢の機能停止、末期状態、喘ぐように10回ほど呼吸を試みた後に呼吸が止まる。これをチェーンストークス呼吸(終末呼吸)と呼ぶ。
第V期、数分～15分
心肺停止、死亡するまではさらに30分ほど要する。

## 窒息死体の特徴
窒息死体には共通して血液の非凝固性、内臓の鬱血、粘膜や皮膚の溢血、死斑の増大などが見られる。
死斑は死後早く、広範囲に現れる。死斑の色は暗い紫色である。絞殺された場合は顔面は腫れており、鬱血が見られる。首吊り死体の場合、鬱血はあまりみられない。鬱血は、内臓などにも見つけることができる。小血管が破け、溢血点が内臓、結膜、その他粘膜にみられる。

## 窒息の主な種類

### 嚥下時の窒息

ハイムリック法による応急処置

過失による窒息の原因の多くは、気道内に異物が詰まることによる事故である。乳幼児や高齢者に多く見られ、これら二者は不慮の死亡原因のトップである。飴玉・豆・入れ歯・餅等をのどに詰まらせる場合が多い。乳幼児は、目に付いたものを何でも口に入れる傾向があるので、注意が必要である。
食品が原因の場合、総務省消防庁等の調査によると、もち・ご飯・パンの順で多く、救命救急センターの調査では、もち・パン・ご飯の順で、いずれも穀類が上位を占めた。穀類に次いで多いのは、飴玉・団子・こんにゃくゼリーの菓子類であった。厚生労働省の調べでは毎年4,000人以上が亡くなっており、2006年には4,407人にのぼった。同年の1年間に発生した、食物による窒息事故は合計1327例の報告があり、そのうち死亡した人は443人であった。 窒息事故が起きた場合は、すぐに救急車を呼び、「ハイムリック法」（ハイムリッヒ法、腹部突き上げ法）という応急処置を行う。
製品が原因の場合、東京消防庁等の調査によると、事故件数で比較すると「魚類等の骨」、紙巻きタバコ等による窒息件数が多いが、子供で重症・重篤の窒息を引き起こした事例は、ゴム風船、スーパーボール、ぬいぐるみの部品、筆記具が原因となっている。

### 他殺、自殺
自殺と他殺を区別するものに、縊死（いし）、絞死、扼死がある。

#### 縊死
縊死の場合は、簡単に分けて定型的縊死と非定型的縊死がある。両者の主な特徴の違いは、索状体のかかり方にあり、定型的縊死が、全体重がかかっているのに対し、非定型的縊死の場合は、体重の一部がかかっている程度の状況を見る。成人の縊死の自他殺の頻度としては、自殺が普通であり、事故死の場合は、乳幼児が多い。定型的縊死の場合は、頚部を吊り下げた状況から、典型的な顔面蒼白と下肢に死斑がみられる。また、索条体が、索痕と一致しない場合は、他殺を疑う。

#### 絞死
体重以外の力による頚部圧迫。この場合は、大部分、他殺である。索痕が、水平に周回しており、顔面が鬱血し、腫脹、縊血点がみられる。また、甲状軟骨、輪状軟骨の骨折がみられる。ごくまれに自殺によるものもある。この場合、「自絞」という。

#### 扼死
手、まれに前腕部による圧迫で、全て他意による。すなわち、この場合は、全例、他殺である。従って、扼殺と言い換えても差し支えない。指頭による皮下出血、爪による表皮剥奪が特徴である。また、絞死と同様、顔面・結膜の腫脹、縊血点がみられ、甲状軟骨、輪状軟骨の骨折がみられる。

### 傷病等による窒息

#### 急性中毒・衰弱
急性アルコール中毒や衰弱等による嘔吐で吐瀉物が気道を塞いだ事による窒息。
通常の嘔吐ならば、吐瀉物が気道に残留しても咳嗽により速やかに気道が確保される。
しかし、これらの原因による嘔吐では同時に脳・身体機能も低下している場合が多く、体外排出が正常に行われず気道が詰まり続ける。

#### 気道熱傷
気道に熱傷を負った事で気道が腫れ上がり塞がった事による窒息。

#### 筋弛緩・肥満等
睡眠時等の脱力時に上気道が閉塞され、軽度の窒息に陥る。睡眠時無呼吸症候群の原因の多くを占める。

## 窒息事故に対する国の対応
消費者庁は、窒息原因の上位とはなっていないこんにゃくゼリーに対しては安全指標を決めて要請や注意勧告を行っている。